# Demon Slayer: Infinity Castle
Demon Slayer: Infinity Castle (劇場版「鬼滅の刃」無限城編 Gekijō-ban Kimetsu no Yaiba: Mugen-jō-hen?) este o serie de trei filme anime de acțiune și fantezie întunecată din 2025, bazat pe seria Infinity Castle din seria manga Demon Slayer: Kimetsu no Yaiba⁠(d) din 2016-2020 de Koyoharu Gotouge. Este o continuare directă a celui de-al patrulea sezon al serialului, finalul adaptării, precum și a patra adaptare cinematografică a sa (a treia lansată în România, Mugen Train nefiind lansat în cinematografe), după Demon Slayer: Kimetsu no Yaiba – The Movie: Mugen Train⁠(d) (2020), Demon Slayer: To The Swordsmith Village (2023) și Demon Slayer: To The Hashira Training (2024). Filmul a fost regizat de Haruo Sotozaki și produs de Ufotable, fiind scris de membrii personalului studioului.
Spre deosebire de filmele To The Swordsmith Village și To The Hashira Training, care sunt filme de compilație, Infinity Castle este o adaptare cinematografică de lungmetraj datorită conținutului seriei și ritmului dramatic, similar cu Mugen Train. Filmele au fost anunțat pentru prima dată în iunie 2024, imediat după difuzarea finalului celui de-al patrulea sezon.
Prima parte, intitulată Akaza se întoarce, a fost lansată în Japonia pe 18 iulie 2025, de către Aniplex și Toho, urmând ca în România să fie lansat pe 12 septembrie 2025 de către Crunchyroll prin InterComFilm.

## Rezumat
Echipa ucigașilor de demoni este atrasă în Castelul Infinitului, unde Tanjiro, Nezuko și Hashira se confruntă cu demoni terifianți de rang superior într-o luptă disperată, în timp ce lupta finală împotriva lui Muzan Kibutsuji începe.

## Distribuție[4]
| Personaj                                             | Voce                |
| ---------------------------------------------------- | ------------------- |
| Tanjiro Kamado (竈門 炭治郎 Kamado Tanjirō?)         | Natsuki Hanae       |
| Nezuko Kamado (竈門 禰豆子 Kamado Nezuko?)           | Akari Kitō          |
| Zenitsu Agatsuma (我妻 善逸 Agatsuma Zenitsu?)       | Hiro Shimono        |
| Inosuke Hashibira (嘴平 伊之助 Hashibira Inosuke?)   | Yoshitsugu Matsuoka |
| Kanao Tsuyuri (栗花落 カナヲ Tsuyuri Kanao?)         | Reina Ueda          |
| Genya Shinazugawa (不死川 玄弥 Shinazugawa Genya?)   | Nobuhiko Okamoto    |
| Giyu Tomioka (富岡 義勇 Tomioka Giyū?)               | Takahiro Sakurai    |
| Tengen Uzui (宇髄 天元 Uzui Tengen?)                 | Katsuyuki Konishi   |
| Muichiro Tokito (時透 無一郎 Tokitō Muichirō?)       | Kengo Kawanishi     |
| Shinobu Kocho (胡蝶 しのぶ Kochō Shinobu?)           | Saori Hayami        |
| Obanai Iguro (伊黒 小芭内 Iguro Obanai?)             | Kenichi Suzumura    |
| Sanemi Shinazugawa (不死川 実弥 Shinazugawa Sanemi?) | Tomokazu Seki       |
| Mitsuri Kanroji (甘露寺 蜜璃 Kanroji Mitsuri?)       | Kana Hanazawa       |
| Gyomei Himejima (悲鳴嶼 行冥 Himejima Gyōmei?)       | Tomokazu Sugita     |
| Akaza / Upper Rank 3 (猗窩座 Akaza?)                 | Akira Ishida        |

## Coloană sonoră
Yuki Kajiura și Go Shiina au compus muzica primului film, după ce au făcut acest lucru și pentru serialul anime și cele trei filme anterioare. Melodiile tematice ale primului film au fost „Taiyō ga Noboranai Sekai" (太陽が昇らない世界?) interpretată de Aimer, și „Zankoku no Yoru ni Kagayake" (残酷な夜に輝け?) interpretată de LiSA.

## Lansare
Primul film a fost lansat de Aniplex și Toho pe 18 iulie 2025. Sony Pictures Releasing a distribuit primul film pe piețele internaționale prin Crunchyroll. Este programat să fie lansat pe:
- 12 august: Thailanda
- 14 august: Hong Kong, Malaysia, Pakistan, Singapore
- 15 august: Cambodgia, Indonezia, Vietnam
- 20 august: Filipine
- 11 septembrie: Argentina, Armenia, Australia, Azerbaidjan, Bahrain, Bolivia, Brazilia, Caraibe (Jamaica, Aruba, Suriname, Trinidad & Tobago, Curacao), America Centrală, Chile, Columbia, Croația, Cehia, Danemarca, Republica Dominicană, Ecuador, Egipt, Etiopia, Georgia, Grecia, Ungaria, Islanda, Irak, Israel, Italia, Iordania, Kazahstan, Kuweit, Liban, Lituania, Macedonia, Mexic, Olanda, Noua Zeelandă, Oman, Paraguay, Peru, Portugalia, Qatar, Arabia Saudită, Serbia, Slovacia, Slovenia, Elveția (vorbitori de italiană), Siria, Ucraina, Emiratele Arabe Unite, Uruguay, Venezuela
- 12 septembrie: Bulgaria, Canada, Estonia, Finlanda, India, Kenya, Letonia, Mongolia, Nigeria, Norvegia, Polonia, România, Africa de Sud, Spania, Suedia, Turcia, Regatul Unit, Statele Unite
- 17 septembrie: Belgia, Franța, Africa francofonă, Luxemburg, Elveția (vorbitori de franceză)
- 18 septembrie: Austria, Germania, Moldova, Elveția (vorbitori de germană)[6]

În Japonia, a fost distribuit în 443 de cinematografe la data premierei primului film.